# شارب القط صعتري الأزهار
شارب القط صعتري الأزهار (الاسم العلمي:Orthosiphon thymiflorus) هو نوع من النباتات يتبع جنس شارب القط من الفصيلة الشفوية.